# Gwyn Staley 400 1961
Gwyn Staley 400 1961, även Gwyn Staley memorial 400, var ett stockcarlopp ingående i  Nascar Grand National Series (nuvarande Nascar Cup Series) som kördes 16 april 1961 på den 0,625 mile (1,005 km) långa ovalbanan North Wilkesboro Speedway i North Wilkesboro, North Carolina. Totalt avverkades 250 miles (402,336 km) fördelat på 400 varv. Banunderlaget var asfalt. Loppet vanns av Rex White i en Chevrolet ägd av Smith själv på tiden 3:00.11. Whites snitthastighet var 83,248 mph. Han var vid målgång ensam förare på ledarvarvet, två varv före tvåan Tommy Irwin. Prispotten uppgick till 9 700 dollar, varav 2 4555 dollar gick till segraren. Loppet med Gwyn Staleys namn hade tidigare körts 1959 och 1960 var då 160 varv långt. Loppet är uppkallat efter stockcarföraren Gwyn Staley som förolyckades på Atlantic Rural Fairgrounds (nuvarande Richmond Raceway) 23 mars 1958 i ett lopp ingående i Nascar Convertible Division.

## Resultat
| Plc     | Nr | Förare           | Team/ bilägare       | Konstruktör | Start | Varv | Ledda varv |
| ------- | -- | ---------------- | -------------------- | ----------- | ----- | ---- | ---------- |
| 1       | 4  | Rex White        | Rex White            | Chevrolet   | 2     | 400  | 221        |
| 2       | 2  | Tommy Irwin      | Tom Daniels          | Chevrolet   | 6     | 398  | 0          |
| 3       | 43 | Richard Petty    | Petty Enterprises    | Plymouth    | 3     | 396  | 0          |
| 4       | 22 | Fireball Roberts | Smokey Yunick Racing | Pontiac     | 20    | 390  | 0          |
| 5       | 69 | Johnny Allen     | B.G. Holloway        | Chevrolet   | 7     | 387  | 0          |
| 6       | 85 | Emanuel Zervakis | Monroe Shook         | Chevrolet   | 12    | 385  | 0          |
| 7       | 87 | Buddy Baker      | Buddy Baker Racing   | Chrysler    | 10    | 399  | 0          |
| 8       | 17 | Fred Harb        | Fred Harb            | Ford        | 13    | 366  | 0          |
| 9       | 19 | Herman Beam      | Herman Beam          | Ford        | 16    | 346  | 0          |
| 10      | 33 | Reb Wickersham   | Reb Wickersham       | Oldsmobile  | 22    | 333  | 0          |
| 11      | 71 | Bob Barron       | Bob Barron           | Dodge       | 19    | 329  | 0          |
| 12      | 62 | Curtis Crider    | Curtis Crider        | Ford        | 26    | 319  | 0          |
| 13      | 35 | George Green     | M.J. Black           | Plymouth    | 18    | 310  | 0          |
| 14      | 21 | Curtis Turner    | Wood Brothers Racing | Ford        | 4     | 296  | 56         |
| 15      | 34 | Wendell Scott    | Scott Racing         | Chevrolet   | 21    | 276  | 0          |
| 16      | 9  | Roy Tyner        | Roy Tyner            | Ford        | 24    | 252  | 0          |
| 17      | 54 | Jimmy Pardue     | Jimmy Pardue         | Chevrolet   | 8     | 230  | 0          |
| 18      | 48 | G.C. Spencer     | GC Spencer Racing    | Chevrolet   | 15    | 168  | 0          |
| 19      | 28 | Fred Lorenzen    | Holman Moody         | Ford        | 5     | 123  | 61         |
| 20      | 0  | Bobby Waddell    | Bobby Waddell        | Dodge       | 17    | 109  | 0          |
| 21      | 1  | Paul Lewis       | Jess Potter          | Chevrolet   | 25    | 100  | 0          |
| 22      | 27 | Junior Johnson   | Rex Lovette          | Pontiac     | 1     | 62   | 62         |
| 23      | 23 | Doug Yates       | Raeford Johnson      | Plymouth    | 23    | 30   | 0          |
| 24      | 11 | Ned Jarrett      | B.G. Holloway        | Chevrolet   | 9     | 29   | 0          |
| 25      | 86 | Buck Baker       | Buck Baker Racing    | Chrysler    | 11    | 27   | 0          |
| 26      | 97 | Harry Leake      | Harry Leake          | Chevrolet   | 14    | 1    | 0          |
| Källor: |    |                  |                      |             |       |      |            |